# Invercauld House
Invercauld House é uma casa histórica do século XVI localizada em Crathie and Braemar, Aberdeenshire, Escócia.

## História
Lugar da família Farquharson, que se fixou em 1371. Apesar de algumas datas se fixarem no século XIX, é mais provável que a única seção do século XVI seja a base da torre.
Acrescentos na casa em 1674-79 transformaram uma estrutura defensiva, numa muito mais confortável que o próprio Earl of Mar em 1715 a designou suitable place for residence, and commodious. Posteriormente, durante os séculos XVIII e XIX, resultaram numa casa descrita por W. M. Taylor, em 1887 como "one of the most commodious as well as elegant residences in the North".
A família Farquharson esteve intimamente ligada à Casa de Stuart na sua causa no início do século XVIII, aquando das Levantes jacobitas, em que os chefes dos clãs se reuniram em Invercauld para discutir os planos em 1715. A Rainha Vitória foi uma frequentadora assídua da casa, durante os seus períodos de residência no Castelo de Balmoral.
Encontra-se classificada na categoria "A" do "listed building" desde 24 de novembro de 1972.